# Sieverstorstraße 40

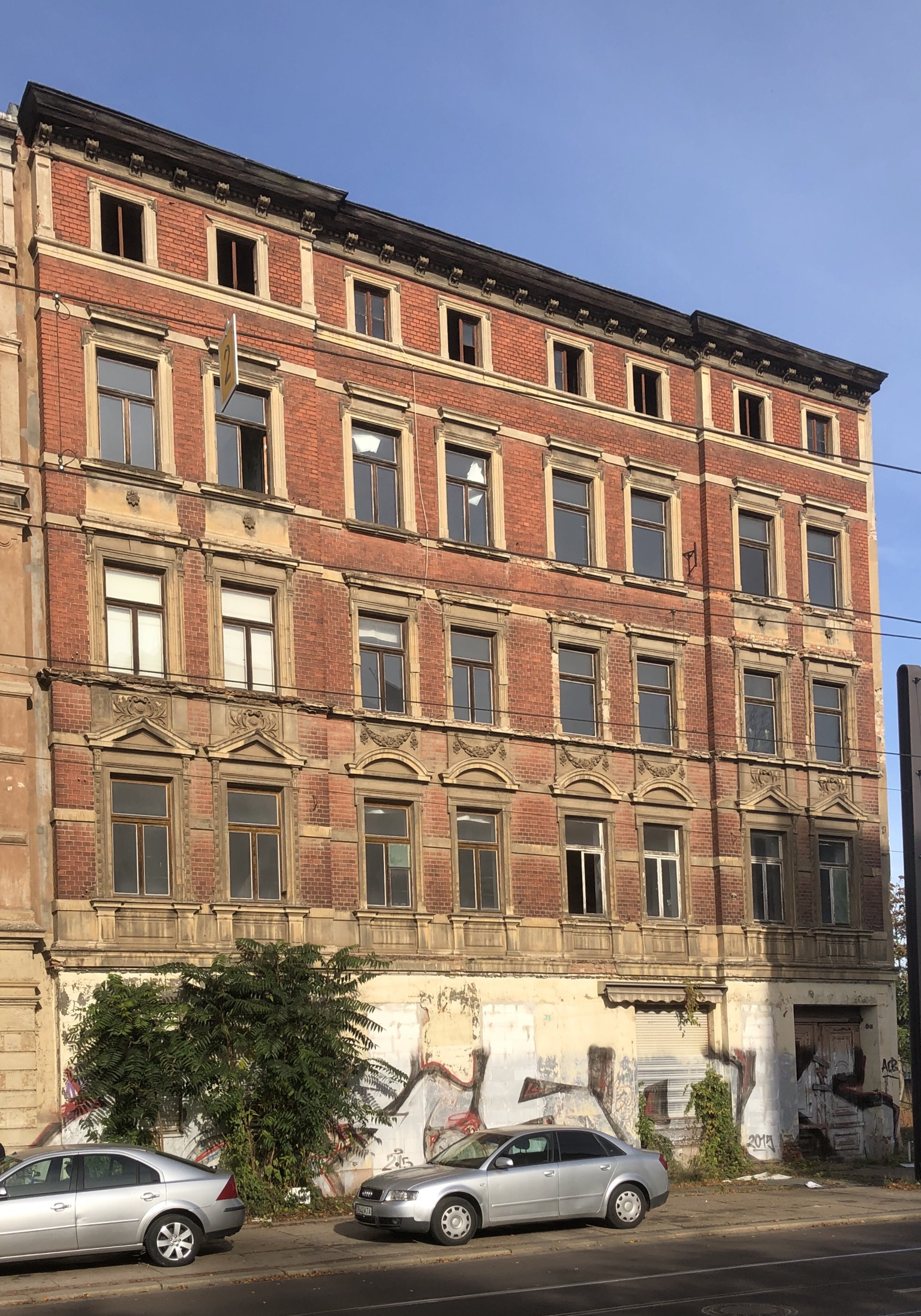
Haus Sieverstorstraße 40 im Jahr 2019

Das Haus Sieverstorstraße 40 ist ein denkmalgeschütztes Wohn- und Geschäftshaus in Magdeburg in Sachsen-Anhalt.

## Lage
Es befindet sich auf der Nordseite der Sieverstorstraße im Magdeburger Stadtteil Alte Neustadt. Unmittelbar westlich grenzt das gleichfalls denkmalgeschützte Haus Sieverstorstraße 41 an. Auf der gegenüberliegenden Straßenseite befindet sich das Gelände der ehemaligen Bördebrauerei.

## Architektur und Geschichte
Das viereinhalbgeschossige Haus entstand im Jahr 1887 nach einem Entwurf der Baumeister Riechert und Schöckel für den Schmiedemeister Jabusch. Die achtachsige Fassade des Ziegelgebäudes weist gliedernde Putzelemente im Stil der Neorenaissance auf, wobei sich auch zierende neobarocke Elemente aus Stuck finden. Die jeweils äußeren beiden Achsen treten als flache Risalite hervor. Die Beletage des Hauses befinden sich oberhalb der Fenster Bekrönungen in Form von Dreiecksgiebeln bzw. Segmentbögen.
Derzeit (Stand 2019) steht das Haus leer und ist sanierungsbedürftig.
Im örtlichen Denkmalverzeichnis ist das Wohn- und Geschäftshaus unter der Erfassungsnummer 094 81854 als Baudenkmal verzeichnet.
Das Haus gilt als Bestandteil eines erhaltenen gründerzeitlichen Straßenzuges als prägend für das Straßenbild.